# シグルズルの歌断片
『シグルズの歌 断片』（古ノルド語: Brot af Sigurðarkviðu）は、古エッダに含まれる古ノルド語詩の一つである。
王の写本に含まれる22スタンザは後半部であり、シグルズ（ゲルマン神話のジークフリート）の死が語られているが、前半部は写本の大欠落に含まれるため内容は不明である。

## 内容
- 現存1-13節　シグルズの暗殺が行われた。
- 現存14-19節　殺人を使嗾したブリュンヒルドの独白。ニーベルング族の滅亡が予言される。この独白について「女の本心のつかめる者はいなかった。」と語られる。

## 前半欠落部の内容
前の詩「シグルドリーヴァの歌」で、シグルズがシグルドリーヴァに会ったあと、どういう経緯でシグルズが殺されたのか、「スノッリのエッダ」の「詩語法」、「ヴォルスンガ・サガ」などから推測すると次のようになる。
- シグルドリーヴァはブリュンヒルドの別名であった。
- ヴォルスンガ・サガとシズレクのサガによればシグルズとブリュンヒルドは結婚の約束をした。
- ブリュンヒルドはフン族のアトリ（アッチラ）の妹だった。
- ヴォルスンガ・サガではシグルズはブリュンヒルドの養父ヘイムを訪ね、ブリュンヒルドに腕輪を渡した。
- シグルズはニーベルング族のギューキ王を訪ねた。その妻がクリームヒルト、息子がグンナルとヘグニ。娘がグズルーン。
- ヴォルスンガ・サガではシグルズはクリームヒルトから忘却の酒を飲まされ、ブリュンヒルドのことを忘れた。
- シグルスはグズルーンと結婚した。
- グンナルはアトリの妹ブリュンヒルドとの結婚を希望した。
- ブリュンヒルドの周りは炎に包まれ、常人には近寄れず、ブリュンヒルドはこの炎をくぐった者となら結婚すると誓いを立てていた。
- グンナルは炎をくぐることができなかったが、シグルズはグンナルに変装し、火をくぐってブリュンヒルドと一夜を共にした。ただしシグルズはグンナルに義理立てしてブリュンヒルドに手は出さなかった。
- この時スノッリのエッダとシズレクのサガでは二人は指輪を交換し、ヴォルスンガ・サガではシグルズは腕輪を回収した。ニーベルンゲンの歌の類似エピソードではジークフリートは指輪と帯を入手した。
- ブリュンヒルドはグンナルの妻になった。
- ある時グズルーンとブリュンヒルドは水浴びしながらどちらの夫が偉大か論争した。
- グズルーンは、炎を超えてブリュンヒルドを手に入れたのはシグルズであることを、ブリュンヒルドにばらしてしまった。
- ブリュンヒルドはシグルズを許せず、グンナルとヘグニにシグルズを殺してくれともちかけた。
- グンナルとヘグニはシグルズと義兄弟の誓いをした仲であるからそれはできないと言い、その誓いをしていない知恵遅れの弟グットルムに暗殺させた。

## ブリュンヒルドの殺意の理由と、他の作品への影響
ブリュンヒルドがなぜシグルズ殺しを使嗾したのか。
この歌をふくめて各種の伝承を比較すると、これらの成立過程を推定する助けになる。
- この歌では「あの人（ブリュンヒルド）はグズルーンに自分よりしあわせな結婚をさせたくないのです。」とヘグニが語る。動機は単純な嫉妬としかわからない。
- 「シグルズルの短詩」では、ブリュンヒルドが「若武者シグルズをこの腕に抱きたい。それができなければ、いっそ死んでしまいたい。」と言い、シグルズへの愛と、彼が他人の夫であることへの嫉妬が明瞭に書かれている。また「黄金に身を装い、グラニにまたがった方と婚約したのです。あの方は眼も姿も、あなた方とは違っていました。」とグンナルに言う。夫のすりかえが起こったことを示唆する。
- 「ブリュンヒルドルの冥府騎行」でも、「グズルーンは、わたしがシグルズに抱かれて寝たと非難した。そのとき、はからずも、わたしは、婿選びで欺かれたことを知ったのだ。」とブリュンヒルドが言う。何らかの夫のすりかえがあったことを暗示する。
- 「グリーピルの予言」では、「そなた（シグルズ）は弁舌と分別はそのまま残しながら、グンナルと姿、身振りをすりかえるのだ。そしてヘイミルの恐れを知らぬ養女と婚約をする。先がどうなるかも知らずに。」と、明瞭にシグルズとグンナルのすりかえが語られる。ただしその理由が不明。（以上の台詞はすべて谷口幸男訳）
- 「スノッリのエッダ」では、すりかえとは、ブリュンヒルドの周りの炎をシグルズがグンナルの代わりに超えることだった。しかしこの書からだけでは、このすりかえが殺意になる理由が不明。だまされたことへの単純な怒りともとれる。
- 「ヴォルスンガ・サガ」では、ブリュンヒルドの心理がもっとも詳細に描かれる。ブリュンヒルドがすりかわりの秘密を知ったあと、グンナルやシグルズとの対話を通して、彼女はシグルズを愛しており、そのシグルズにだまされたこと、シグルズが自分を妻にしてくれなかった事への嫉妬が、殺人の動機として明瞭に語られる。
- 「シズレクのサガ」では、炎を超えた者との結婚の誓いという話はない。ブリュンヒルドはシグルズを愛していたが、あきらめてグンナルと結婚した。ただしその初夜の相手はすりかわったシグルズだった。それ自体は殺意に結びつかない。しかしそのことをクリームヒルトが知っていた。つまりシグルズの口の軽さが許せなかったと読める。
- 「ニーベルンゲンの歌」も、シズレクのサガと同様、すりかわりとは初夜のできごとだった。そのことをクリームヒルトが知っていて、公衆の前でばらしてしまった。ブリュンヒルド自身の殺意というより、「王家に対する侮辱」として、臣下のハゲネが自分の意思でジークフリートを殺す。